# Lista de mitologias asiáticas
Esta é uma lista de mitologias nativas da Ásia:
- Mitologia budista
- Mitologia chinesa
- Mitologia cristã (na Ásia Ocidental)
- Mitologia grega (em Chipre e a antiga Turquia)
- Mitologia hindu
  - Mitologia védica
  - Mitologia ayyavazhi
- Mitologia indonésia
  - Mitologia balinesa
- Mitologia indo-iraniana
  - Mitologia hindu
  - Mitologia ossética
  - Mitologia persa
  - Mitologia cita
  - Mitologia védica
  - Zoroastrismo
- Mitologia islâmica
- Mitologia japonesa
  - Shinto
  - Oomoto
- Mitologia coreana
- Mitologia filipina
  - Anito
  - Gabâ
  - Kulam
- Mitologia semita e Mitologia mesopotâmica
  - Mitologia assírio-babilônica
  - Mitologia árabe
  - Mitologia babilônica
  - Mitologia judaica
- Mitologia turca-mongol
  - Mitologia dos povos turcomanos e mongóis
  - Tengriismo (crença turca e mongol indígena)
- Mitologias urálicas (na Rússia)